# Ignacy (Buzin)
Ignacy, imię świeckie Konstantin Jurjewicz Buzin (ur. 21 czerwca 1973 w Krzywym Rogu) – rosyjski biskup prawosławny.

## Życiorys
Pochodzi z rodziny urzędniczej. Pierwsze siedem lat życia spędził w Krzywym Rogu, następnie razem z rodzicami przeprowadził się do Gelendżyka i tam ukończył szkołę średnią, a w 1991 szkołę medyczną. Od czternastego roku życia był ministrantem w cerkwiach w Gelendżyku i w Noworosyjsku. W latach 1991–1995 uczył się w seminarium duchownym w Petersburgu, jednak dyplom końcowy uzyskał dopiero w 2005. Jeszcze jako jego słuchacz, w 1993, zamieszkał w Nadmorskiej Pustelni Trójcy Świętej i św. Sergiusza z Radoneża (w tym samym roku zwróconej Rosyjskiemu Kościołowi Prawosławnemu i reaktywowanej po kilku dziesięcioleciach nieistnienia). Chociaż nie złożył jeszcze wieczystych ślubów mniszych, metropolita petersburski i ładoski Jan mianował go ekonomem wspólnoty. Jego postrzyżyny mnisze miały miejsce 22 stycznia 1994 w cerkwi akademickiej przy petersburskich szkołach duchownych. Przyjął imię zakonne Ignacy na cześć św. Ignacego (Brianczaninowa).
Święcenia diakońskie przyjął 3 lutego 1993 w cerkwi św. Aleksandra Newskiego w Krasnym Siole z rąk biskupa tichwińskiego Szymona. Na kapłana cztery dni później wyświęcił go metropolita petersburski Jan. Od 1995 do 2002 był dziekanem Pustelni Nadmorskiej, następnie na krótko został przeniesiony do Ławry Aleksandry Newskiego. Od października 2002 do kwietnia 2005 był przełożonym placówki filialnej Monasteru Koniewskiego w Prioziorsku. W 2004 otrzymał godność ihumena. W kwietniu roku następnego został dziekanem monasteru Zaśnięcia Matki Bożej w Tichwinie.
W maju 2008 przeniesiony do skitu św. Antoniego Dymskiego, który jeszcze w tym samym roku został przekształcony w samodzielny klasztor (reaktywacja monasteru Trójcy Świętej Antoniego Dymskiego zamkniętego przez władze radzieckie). Po roku przeszedł do służby w charakterze proboszcza cerkwi Opieki Matki Bożej w Petersburgu, przy której działała placówka filialna monasteru św. Antoniego Dymskiego. W latach 2010–2014 był spowiednikiem sióstr monasteru Wprowadzenia Matki Bożej do Świątyni w Tichwinie.
W 2008 ukończył Petersburską Akademię Duchowną jako kandydat nauk teologicznych.
W 2014 Święty Synod Rosyjskiego Kościoła Prawosławnego nominował go na biskupa armawirskiego i łabińskiego. W związku z tą nominacją otrzymał godność archimandryty. Jego chirotonia biskupia odbyła się w soborze Chrystusa Zbawiciela w Moskwie pod przewodnictwem patriarchy moskiewskiego i całej Rusi Cyryla.
W 2020 r. został przeniesiony w stan spoczynku, skierowany do monasteru Trójcy Świętej i św. Antoniego Dymskiego w eparchii tichwińskiej, zaś jego działalność jako biskupa armawirskiego została oddana pod osąd Wyższego Sądu Cerkiewnego. W marcu 2021 r. sąd uznał go za winnego złamania prawa kanonicznego (25 kanonu apostolskiego) i suspendował go, zakazując mu noszenia stroju biskupiego i panagii. W kwietniu tego samego roku patriarcha moskiewski i całej Rusi Cyryl zatwierdził wyrok i nakazał mu przebywanie w monasterze św. Pawła Obnorskiego (eparchia wołogodzka).   